# Ron Barber
Pour les articles homonymes, voir Barber.
Ronald Sylvester Barber dit Ron Barber est un homme politique américain né le 25 août 1945 à Wakefield. Membre du Parti démocrate, il est élu de l'Arizona à la Chambre des représentants des États-Unis de 2012 à 2015.

## Biographie

### Jeunesse et carrière professionnelle
Ron Barber est originaire du Royaume-Uni. Il déménage à Tucson alors qu'il est adolescent, après le mariage de sa mère nord-irlandaise avec un soldat américain. Il travaille pendant 32 ans au département de la sécurité économique de l'Arizona (Department of Economic Security), de 1974 à 2006.
Après les élections de 2006, il devient directeur de district pour la représentante du 8e district de l'Arizona, la démocrate Gabrielle Giffords. Il est blessé à la jambe et au visage lors de la fusillade de Tucson du 8 janvier 2011 visant Giffords.

### Représentant des États-Unis
Lorsque Giffords, grièvement blessée, démissionne, Barber se présente à sa succession à la Chambre des représentants des États-Unis. Lors d'une élection partielle organisée en juin 2012, il affronte le républicain Jesse Kelly, un candidat du Tea Party qui tente de le lier à Barack Obama, alors impopulaire. Il est élu représentant avec environ 52 % des voix contre 45 % pour Kelly.
Quelques mois plus tard, se déroulent les élections régulières. La circonscription est redessinée et devient le 2e district, légèrement plus favorable aux démocrates qu'auparavant. Après avoir facilement battu Matt Heinz (avec 65 points d'avance) lors de la primaire démocrate, Barber est confronté à la républicaine Martha McSally en novembre 2012. Alors que les premiers résultats donnent la républicaine en tête, Barber est élu pour un mandat complet avec environ 2 500 bulletins d'avance. Le même jour, le district préfère Mitt Romney à Barack Obama. McSally prend sa revanche lors des élections de 2014, marquées par une victoire historique du Parti républicain au niveau national. Six semaines après l'élection, Barber est en effet déclaré perdant, battu de 167 voix.